# Canas (oraș)
Canas este o localitate din Brazilia aflată în statul São Paulo, în Guaratinguetá mică. Acesta este situat la o latitudine de 22°42'13" de sud și o longitudine 45°03'19"vest, la o altitudine de 530 metri. Populația sa în 2004 a fost 3970 de locuitori.
Acesta are o suprafata de 50,80 km ². Densitatea populației este de 77,92 locuitori/km².
Orașul se află între Cachoeira Paulista nord-est și Lorena la sud-vest.

## Demografie
- Dată recensământ: 2000
- Populația totală: 3614
- Urbana: 3041
- Mediul rural: 573
- Bărbați: 1866
- Femei: 1748
- Densitatea populației (locuitori/km²): 71,14
- Mortalitatea infantilă până la 1 an (de mii): 16,97
- Speranța de viață (ani): 70,64
- Rata fertilității (copii la o femeie): 2,68
- Rata de alfabetizare : 90.13%
- Indicele Dezvoltării Umane (IDU-M): 0,753
- HDI-M Venituri: 0,640
- Longevitatea HDI-M: 0,761
- Educație HDI-M: 0,857

## Hidrografie
- Paraiba do Sul
- Ribeirão Caninha
- Canas Ribeirão
- Stream negru Tijuco

## Autostrăzi
- BR-116
- SP-58

## Administrație
- Primar : Rinaldo Benedict Thimoteo Zanin (2009-2012)
- Vice primar : Arthur Redmilson Joia